# Observation
Observation bezeichnet in Deutschland die verdeckte, zielgerichtete und systematische Beobachtung von Personen, Personengruppen, Einrichtungen oder Sachen, um grundlegende oder ergänzende Erkenntnisse zu gewinnen. Sie ist zu unterscheiden von anderen Maßnahmen der Überwachung wie Onlinedurchsuchung und Telefonüberwachung. Die observierende Person wird „Observant“ genannt, die observierte Person heißt „Zielperson“ (ZP).

## Arten der Observation
Arten der Observation können sein:
- stationäre (stehende, statische, Standort-)Observation
  - Gebäudeobservation
  - Treffortobservation
- bewegliche (rollende, fließende, mobile, dynamische) Observation
  - Fußobservation
  - Fahrzeugobservation[4]
- Aufklärungsobservation (zur Gewinnung von Erkenntnissen)
- Schutzobservation (defensive Observation, zur Absicherung)
- Gegenobservation (Erkenntnisse über fremde Observationen gewinnen)
- Zugriffsobservation (Ermittlung einer günstigen Gelegenheit für einen Zugriff)[5]

## Behördliche Observation
Observationen werden in der Regel durch Behörden durchgeführt. Beamte des Bundes und Soldaten, die in der Observation eingesetzt sind, erhalten eine Erschwerniszulage (§ 22 Abs. 2 Satz 1 Nrn. 3 und 5 EZulV) und können Mehrarbeitsvergütung erhalten (§ 2 Abs. 3 Satz 2 BMVergV). Im Koalitionsvertrag 2013 war vereinbart, die längerfristige Observation von entlassenen Sicherungsverwahrten auf eine gesetzliche Grundlage zu stellen. Die Observationskräfte von Bundeswehr (MAD), Bundespolizei, Polizei und Zolldienst, nicht jedoch von BND, BfV und LfV, sind gemäß § 35 Abs. 1 StVO von den Vorschriften der Straßenverkehrsordnung befreit, soweit das zur Erfüllung hoheitlicher Aufgaben dringend geboten ist. Dies gilt entsprechend für ausländische Beamte, die auf Grund völkerrechtlicher Vereinbarungen zur Nacheile oder Observation in Deutschland berechtigt sind (§ 35 Abs. 2 StVO).

### Polizeiliche Observation
Die polizeiliche Observation kann der Gefahrenabwehr (präventiv) oder der Strafverfolgung (repressiv) dienen.
Das Bundespolizeigesetz (BPolG) als einschlägige Befugnisnorm für Gefahrenabwehrmaßnahmen der Bundespolizei definiert eine „längerfristige Observation“ als planmäßig angelegte Beobachtung einer Person, die durchgehend länger als vierundzwanzig Stunden dauern oder an mehr als zwei Tagen stattfinden soll. Sie ist ein „besonderes Mittel der Datenerhebung“ im Sinne dieses Gesetzes (§ 28 Abs. 2 Nr. 1 BPolG). Eine längerfristige Observation bis zu einem Monat Dauer darf, außer bei Gefahr im Verzug, nur der Leiter einer Bundespolizeibehörde oder dessen Vertreter anordnen. Die Entscheidung über die Verlängerung der Maßnahme darf nur durch den Richter getroffen werden.
Das Bundeskriminalamt (BKA) ist befugt, längerfristige Observationen zur Abwehr von Gefahren des internationalen Terrorismus (§ 45 Abs. 2 Nr. 1 BKAG) und zum Schutz von Mitgliedern der Verfassungsorgane und der Leitung des BKA (§ 64 Abs. 2 Nr. 1 BKAG) durchzuführen. Sie darf nur auf Antrag der zuständigen Abteilungsleitung oder deren Vertretung durch das Gericht angeordnet werden.
Das Zollkriminalamt und die Zollfahndungsämter (Zollfahndungsdienst) führen als Behörden mit polizeiähnlichen Aufgaben und Befugnissen ebenfalls Observationen durch. Die Gefahrenabwehrobservation richtet sich dabei nach § 18 und § 28 Zollfahndungsdienstgesetz (ZFdG). Längerfristige Observationen des Zollfahndungsdienstes sind bis zu 14 Tage ohne Richtervorbehalt möglich (§ 18 Abs. 2 ZFdG).
Die für Maßnahmen der Strafverfolgung für alle Polizeibehörden in Deutschland einschlägige Strafprozessordnung (StPO) hat in § 163f Abs. 1 Satz 1 StPO die gleiche Definition. Voraussetzung dafür, dass eine längerfristige Observation angeordnet werden darf, ist das Vorliegen zureichender tatsächlicher Anhaltspunkte dafür vor, dass eine Straftat von erheblicher Bedeutung begangen worden ist (§ 163f Abs. 1 Satz 1 StPO). Die Maßnahme darf nur angeordnet werden, wenn die Erforschung des Sachverhalts oder die Ermittlung des Aufenthaltsortes des Täters auf andere Weise erheblich weniger Erfolg versprechend oder wesentlich erschwert wäre (§ 163f Abs. 1 Satz 2 StPO). Die Maßnahme darf auch durchgeführt werden, wenn Dritte unvermeidbar betroffen werden  (§ 163f Abs. 2 StPO). Sie darf nur durch das Gericht, bei Gefahr im Verzug auch durch die Staatsanwaltschaft und ihre Ermittlungspersonen angeordnet werden  (§ 163f Abs. 3 Satz 1 StPO).
Die Mobilen Einsatzkommandos als Spezialeinheiten der Polizei sind beauftragt und besonders befähigt, Observationen durchzuführen.

### Nachrichtendienstliche Observation
Die Observation gehört zu den nachrichtendienstlichen Mittel.
Der Bundesnachrichtendienst (BND) bildet seine Mitarbeiter in der Observation aus. Im Bundesamt für Verfassungsschutz (BfV) besteht eine Abteilung O – Observation. Im Militärischen Abschirmdienst (MAD) ist die Abteilung G für den Einsatz der Observation zuständig.
Rechtsgrundlage für den Einsatz der Observation ist für das BfV § 8 Abs. 2 Satz 1 BVerfSchG und für den MAD § 2 Abs. 1 MADG i. V. m. § 8 Abs. 2 Satz 1 BVerfSchG. Die Landesbehörden für Verfassungsschutz haben jeweils eigene Rechtsgrundlagen in den Landesverfassungsschutzgesetzen, z. B. in § 5 Abs. 2 Nr. 2 Verfassungsschutzgesetz Nordrhein-Westfalen.

## Private Observation
Auch private Akteure wie Detektive oder Sicherheitsabteilungen großer Konzerne können Observationen durchführen.